# NGC 1274
NGC 1274 je galaksija u zviježđu Perzej.

## Vanjske poveznice
- SEDS: NGC 1274